# Impressionisme cinematogràfic francès
L'impressionisme cinematogràfic francès és un moviment cinematogràfic d'aportacions formals, amb autonomia pròpia dins del paral·lel moviment avantguardista dels anys 20 a Europa i que deu el seu nom a les seves semblances amb la pintura impressionista de finals de segle xix. Entre elles, destaca que tant el cinema impressionista francès com la pintura impressionista van buscar la forma de reflectir sentiment en poc temps i en poc espai. A més, en ambdues arts, es busca encarnar l'estat anímic mitjançant la representació d'imatges paisatgístiques. Això s'exemplifica en pintures com les de Claude Monet o Vincent van Gogh i en la pel·lícula Cœur fidèle de Jean Epstein.

## Introducció
En acabar la primera guerra mundial, i enfront l'hegemonia del cinema americà, va ser necessari tornar a aixecar el mercat cinematogràfic francès. Artistes intel·lectuals, recreen un cinema psicològic amb la finalitat de lliurar la imatge de la matèria, mostrant visualment el pensament com a ànima dels personatges, aquesta es considerada la primera avantguarda cinematogràfica: l'impressionisme francès; obres experimentals i innovadores, caracteritzades per l'exploració de recursos fílmics per intensificar la subjectivitat de les narracions psicològiques. Entre aquest grup d'artistes, destaquen: Germaine Dulac, Abel Gance, Jean Epstein, Louis Delluc i Marcel L'Herbier

## Història
A partir del 1910, es projecten a França més pel·lícules estrangeres que nacionals. La declaració de guerra del 1914 atura per complet la producció del cinema francès fins a l'any següent, al 1915. A l'acabar la guerra, en 1918, França es troba amb els mateixos problemes; se sent inferior i desorientada en el món cinematogràfic. Durant la postguerra, França està oberta a influències externes. Entre elles, l'expressionisme alemany i Amèrica del Nord. Així doncs, el cinema comercial rep influències molt diverses, però en totes aquestes imitacions, buscant l'èxit en taquilla, no hi ha creació pròpia; el cinema francès manca de personalitat. Les grans companyies que controlen la distribució, Pathé Frères i Léon Gaumont, tenen la necessitat de seguir omplint les sales. Per tant, continuen amb la importació. Enmig de tota aquesta crisis, sorgeix un grup d'artistes amb un fort discurs artístic, i creen la denominada primera avantguarda cinematogràfica: l'impressionisme francès. A diferència dels seus antecessors, que consideraven el cinema com un treball comercial, aquests el visualitzaven com un art pur i absolut. Els principals representants del moviment son: Abel Gance, Germaine Dulac, Jean Epstein, Louis Delluc i Marcel L'Herbier.
L'escola impressionista només va tenir un abast reduït cap a les petites "elits". Com a conseqüència, amb l'arribada del cinema sonor al 1927, el corrent impressionista arriba a la seva fi, juntament amb el cinema mut.

## Característiques
L'impressionisme atorga a l'experimentació de sensacions un paper predominant, deixant en un segon pla les accions dels personatges. Pretén ser un mitjà d'expressió d'allò més íntim de l'ésser humà: els anhels, les angoixes i les fantasies. És per això que fa us d'una sèrie d'innovacions tècniques i recursos fílmics en el muntatge, com les sobreimpressions, desdoblaments, distorsions, càmera subjectiva, muntatge rítmic, l'efecte flou o desenfocament, etcètera. A més a més, es basa en el concepte de la fotogènia. Aquest terme va ser inventat per Ricciotto Canudo i fa referència a que totes les coses, ja sigui un objecte o un rostre d'un actor, tenen un valor cinemaotgràfic que s'ha de descobrir i captar. Cada pla rep una composició plàstica com si es tractés d'una imatge fixe, esdevenint l'element central de la narració.
En 1911 Ricciotto Canudo publica el seu assaig titulat "Manifest de les set arts". A partir d'aquest manifest, denomina al cinema "setè art". Va plantejar un cinema que depengués exclusivament d'ell mateix; un cinema autònom i independent d'altres temes com la literatura i el teatre, on el llenguatge visual prengués gran importància i no es necessitessin paraules per expressar els estats d'ànim dels personatges.